# Czarny Wierch (Karpaty)
Czarny Wierch lub Wierch Rzeki Czarnej – (1269 m n.p.m.) szczyt w południowo-zachodniej części Gorganów, które są częścią Beskidów Wschodnich. Jest jednym ze szczytów masywu Strimby.